# جورج واينبرغ
جورج واينبرغ (بالإنجليزية: George Weinberg)‏ هو عالم نفس أمريكي، ولد في 17 مايو 1929 في مانهاتن في الولايات المتحدة، وتوفي بنفس المكان في 20 مارس 2017 بسبب سرطان.

## وصلات خارجية
- جورج واينبرغ على موقع الموسوعة البريطانية (الإنجليزية)